# 地球を七回半まわれ
「地球を七回半まわれ」（ちきゅうをななかいはんまわれ）は、日本の歌。作詞：阪田寛夫、作編曲：越部信義、歌：宍倉正信と杉並児童合唱団。

## 概要
NHKで放送された子供向け歌番組『歌のメリーゴーラウンド』で1965年8月に放送。1965年10月 - 11月、NHKの『みんなのうた』で放送。その頃から始まったモータリゼーションに因み、車をテーマにしている。またリズムは、当時流行っていたゴーゴーを使用。
タイトルの『七回半』は、光速が秒速300,000km、地球の周囲の長さが40,000kmで300,000÷40,000=7.5である事により、光速度を具体的に表す言葉として、「1秒間に地球を7回半まわる」という言い方がされる場合がある。
開始当初はモノクロ実写版だが、1973年2月 - 3月にはマキノプロ（牧野圭一主催のアニメプロ）制作によるカラーアニメ版でリメイクされた。
1997年4月 - 5月ではラジオのみで再放送し、2006年の再放送・2011年4月3日放送の『みんなのうたスペシャル 1960'sセレクション』での再放送・2021年7月の再放送ではモノクロ実写版が使用された。モノクロ実写版の映像は、1番は神奈川県横浜市・こどもの国のゴーカート風景、2番は首都高速道路、3番は富士スバルラインとなっている。一方のカラーリメイク版は「みんなのうた発掘プロジェクト」で映像が提供され、2016年1月に「みんなのうたお楽しみ枠」限定で43年弱ぶりの再放送された（サイドパネル付き・ニュープリント）。